# La Jornada
La Jornada – wysokonakładowy dziennik wydawany w Meksyku od 1984, założony przez Carlosa Payána Velvera, o lewicowym charakterze. Uruchomiona w 1995 strona internetowa dziennika jest ogólnodostępna wraz z materiałem archiwalnym.